# Chống thoái thác

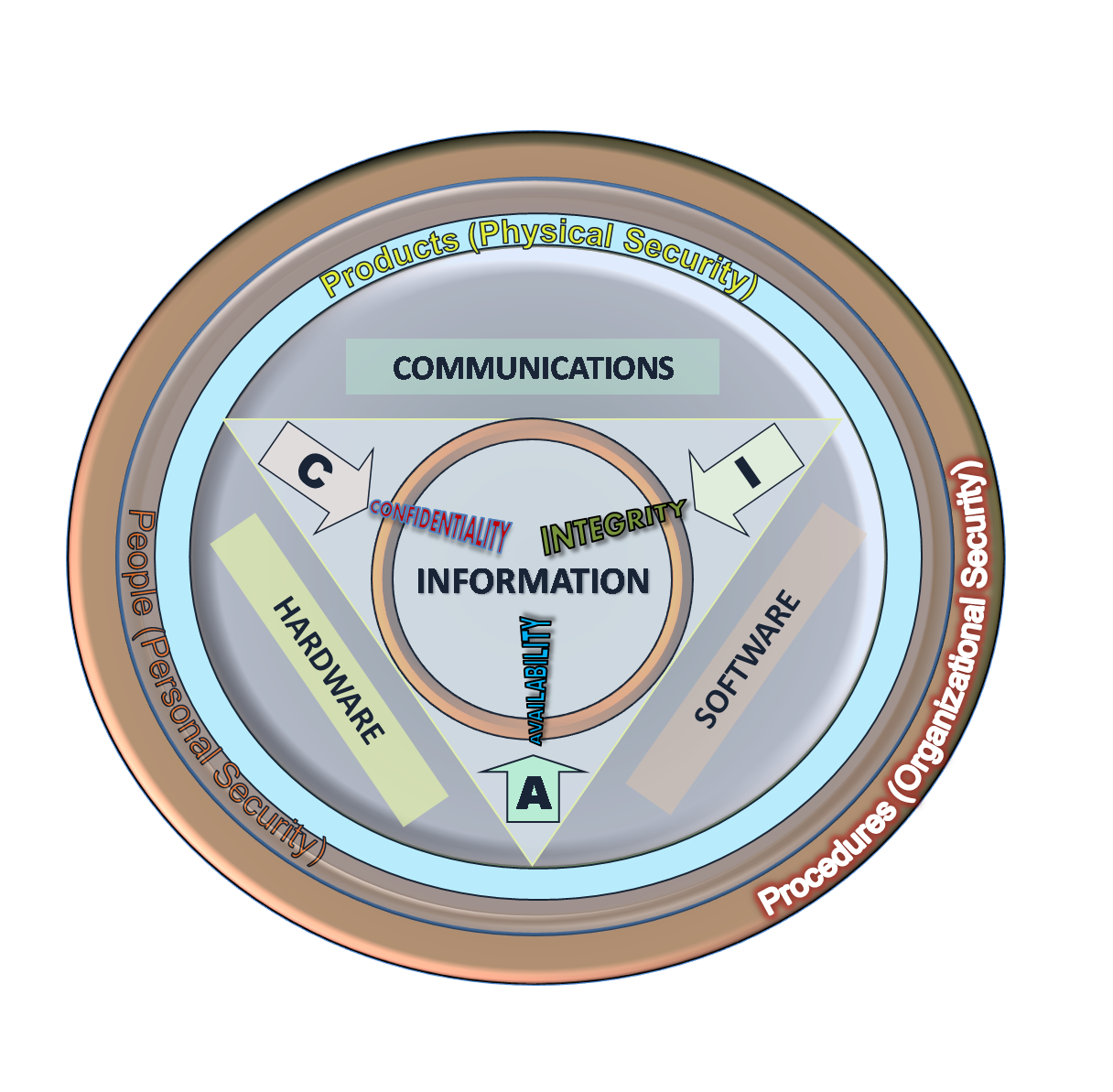
Chống thoái thác

Chống thoái thác (tiếng Anh: non-repudiation) là khái niệm nhằm đảm bảo một hợp đồng, đặc biệt là cái đã được thỏa thuận và đồng ý trên Internet, sau này không thể bị các bên tham gia từ chối được. Trong nền kinh tế toàn cầu hiện nay, khi việc thỏa thuận mặt đối mặt là những việc thường không thể thực hiện được, việc chống thoái thác trở thành hết sức quan trọng đối với thương mại.
Đối với an ninh điện tử, việc chống thoái thác còn có nghĩa là nó sẽ giúp việc xác minh rằng người gửi và người nhận, trên thực tế, là những bên đã từng công bố là họ đã gửi hoặc đã nhận thông điệp. Nói một cách khác, việc chống thoái thác nguồn gốc chứng minh rằng dữ liệu đã được gửi từ nguồn gốc đó, và việc chống thoái thác của sự phân phát chứng minh rằng thông điệp đã được nhận bởi bên nhận.
Những phương pháp cổ trưyền như việc dùng triện hoặc dùng chữ ký đều là những phương pháp dễ bị giả mạo. Những giao dịch điện tử còn có khả năng bị gian lận, chẳng hạn như khi các hệ thống máy tính bị người ta đột nhập và tiêm nhiễm các Trojan horse hay các virus. Những người tham gia trong giao dịch có thể dựa vào những việc gian lận ở trên mà thoái thác một giao dịch.